# Quilombo (gemeenschap)

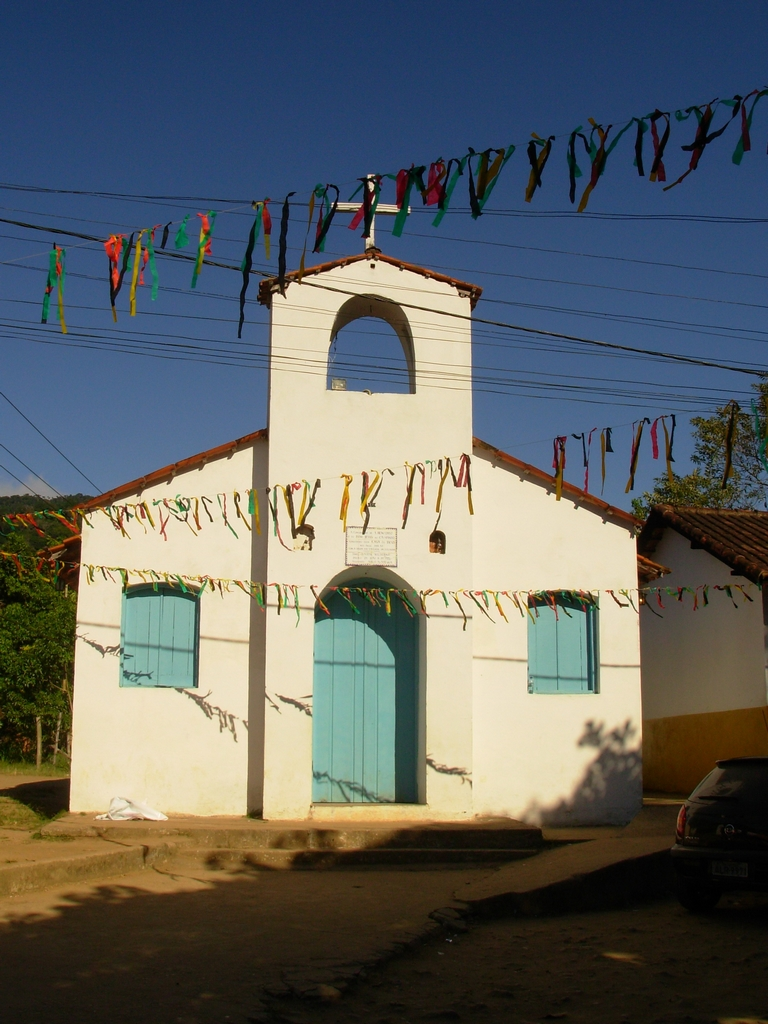
Quilombo do Campinho

Een quilombo (van het Kimbundu woord Kilombo) of mocambo (Spaans: palenque) is een vooral in Brazilië gebruikte benaming voor een gemeenschap van gevluchte slaven in de koloniale tijd en tijdens het keizerrijk.
In de tijd dat Brazilië een kolonie van Portugal was, en na het verkrijgen van de onafhankelijkheid tot aan de afschaffing van de slavernij in 1888, waren er veel slaven actief op de plantages, met name op de suikerplantages in het noordoosten van het land. Deze slaven kwamen vaak in opstand tegen hun meesters. Middelen daarvoor waren protest, opruiing en vernielingen aan eigendommen van de plantagehouders. Ook vermoordden zij hun eigen kinderen of zichzelf om daarmee de plantagehouders financieel te duperen, want slaven waren duur. Soms lukte het slaven te ontsnappen naar voor slavenjagers moeilijk begaanbare gebieden. Daar stichtten zij hun eigen gemeenschappen; wanneer die bedreigd werden door Portugese soldaten, vluchtten de ex-slaven dikwijls verder de jungle in, totdat de Portugezen geen voorraden meer hadden en de achtervolging moesten staken.
Sommige quilombo's waren niet zo heel ver van de bewoonde kuststreken gevestigd, zodat de ex-slaven gemakkelijk konden gaan plunderen en andere slaven gaan bevrijden — of die slaven stelen en zelf tewerkstellen. De verder van de kust gelegen quilombo's werden vaak enige tijd gedoogd en sommigen van deze nederzettingen bestaan nog steeds.
De grootste, bekendste en meest succesvolle quilombo in de Braziliaanse geschiedenis was Palmares; deze confederatie van dorpen diep in de Pernambucaanse wildernis wist in de 17e eeuw ruim 65 jaar te bestaan, ondanks vele aanvallen van de Portugezen en ook van de Nederlanders. Palmares functioneerde in die periode feitelijk als een onafhankelijke staat, voornamelijk bewoond door gevluchte slaven van Angolese of Kongolese oorsprong.